# Asiago
Asiago é uma comuna italiana da região do Vêneto, província de Vicenza, com cerca de 6.496 habitantes. Estende-se por uma área de 162 km², tendo uma densidade populacional de 40 hab/km².
Apesar de ser mais conhecida internacionalmente pelo queijo que leva o nome da cidade, Asiago foi palco de uma grande batalha  entre as forças austríacas e italianas durante a Primeira Guerra Mundial.
É o maior das chamadas Sete Comunas, uma região planáltica e enclave linguístico da língua cimbriana.

## Demografia
| Variação demográfica do município entre 1861 e 2011                               |
|                                                                                   |
| Fonte: Istituto Nazionale di Statistica (ISTAT) - Elaboração gráfica da Wikipedia |

## O queijo Asiago
Este queijo é produzido a partir de leite cru de vaca, tem formato cilíndrico e em geral pesa de 8 kg a 20 kg. Quando jovem, ele possui uma casca lisa e amarela que passa para o amarelo escuro conforme envelhece.
O queijo asiago é produzido de duas formas:
O Pressato, elaborado com leite integral e curado por 20 a 30 dias, com coloração amarelo-claro, textura elástica e com sabor e fragrância doce e delicada.
O d'Allevo é maturado e elaborado com leite desnatado, com longo processo de maturação (cerca de um ano) e resulta em um queijo frutado, levemente picante, de textura granulosa e compacta. No seu interior encontram-se pequenos buracos. Depois de maturado por 2 anos, se torna quebradiço.